# 阿爾貝特一世 (圖恩和塔克西斯)
阿爾貝特（德語：Albert von Thurn und Taxis，1867年5月8日—1952年1月22日）是德國貴族圖恩和塔克西斯家族成員，1885年繼承兄長成為圖恩和塔克西斯親王（Fürst von Thurn und Taxis）直到1918年德國君主制廢除。

## 家庭
1890年，阿爾貝特與奧地利的瑪格麗特·克蕾曼汀結婚，兩人共有5子1女：
1. 法蘭茲·約瑟夫（1893年—1971年）
2. 卡爾·奧古斯特（1898年—1982年）
3. 路德維希·菲利普（英语：Prince Ludwig Philipp of Thurn and Taxis）（1901年—1933年）
4. 馬克斯·埃曼努爾（英语：Prince Max Emanuel of Thurn and Taxis）（1902年—1994年）
5. 伊莉莎白·海倫（德语：Elisabeth Helene von Thurn und Taxis）（1903年—1976年）
6. 拉斐爾·萊納（英语：Prince Raphael Rainer of Thurn and Taxis）（1906年—1993年）